# Changing Times
Changing Times (Originaltitel: Les Temps qui changent) ist ein französisches Filmdrama von André Téchiné aus dem Jahr 2004 mit Catherine Deneuve und Gérard Depardieu.

## Handlung
Der französische Ingenieur Antoine Lavau lässt sich nach Marokko versetzen, um den Aufbau eines audiovisuellen Zentrums für das französische Fernsehen zu beaufsichtigen. Insgeheim hofft er, in Nordafrika seine Jugendliebe Cécile wiederzufinden, die er vor mehr als 30 Jahren das letzte Mal gesehen hat. Er spürt sie schließlich in Tanger auf, wo sie als Radiomoderatorin für ein französisch-arabisches Programm arbeitet. Antoine schickt ihr zunächst Rosen – anonym. Doch Cécile, die inzwischen mit dem jüngeren jüdischen Arzt Nathan verheiratet ist, will von ihrem heimlichen Verehrer nichts wissen.
Céciles und Nathans Sohn Sami kommt derweil mit seiner marokkanischen Freundin Nadia und deren Sohn Saïd zu Besuch. Sami, der eigentlich Männer liebt, ist in erster Linie aus Paris angereist, um seinen Freund Bilal wiederzusehen. Nadia, die von Samis Verhältnis mit Bilal weiß und dafür Verständnis zeigt, möchte dagegen ihre Zwillingsschwester Aïcha treffen. Die beiden Schwestern haben sich seit sechs Jahren nicht mehr gesehen, doch Aïcha, die in einem Fast-Food-Restaurant arbeitet, sagt das Treffen ab. Sie müsse zu viele Überstunden machen, um über die Runden zu kommen, und sei zu müde.
Antoine und Cécile treffen sich in einem Supermarkt wieder, als sich Antoine an einer Glaswand die Nase verletzt und Nathan ihm erste Hilfe leistet. Um Céciles Herz für sich zurückzugewinnen, bittet Antoine seine marokkanische Assistentin Nabila um Hilfe. Sie soll für ihn in Erfahrung bringen, ob Zaubersprüche ihm bei seiner Eroberung helfen können. Nabila, die ihm helfen möchte, seine Besessenheit loszuwerden, gibt ihm stattdessen ein Video, das die Zeremonie einer Dämonenaustreibung zeigt. Als Cécile nicht wie versprochen in Antoines Hotel anruft, stattet ihr Antoine einen Besuch zu Hause ab. Dort versteckt er heimlich ein Foto von sich und Cécile unter ihrem Ehebett. Daraufhin entschließt sich Cécile, einen Ausflug mit Antoine zu unternehmen. Nach einer Autopanne gehen sie zu Fuß weiter. Dabei erinnert Antoine Cécile daran, dass sie sich einst ewige Liebe geschworen hätten, und gesteht, mit ihr den Rest seines Lebens verbringen zu wollen.
Antoine sucht Cécile auch bei ihrem Radiosender auf. Cécile wirft ihn jedoch umgehend hinaus. Unterdessen konfrontiert Nathan Nadia mit ihrer Tablettensucht. Zwecks Entziehungskur ist Sami bereit, mit Saïd und Nadia nach Paris zurückzukehren. Bevor Nadia mit Sami abreist, geht sie in das Fast-Food-Restaurant, in dem Aïcha arbeitet. Sie beobachtet ihre Schwester, traut sich jedoch nicht, auf sie zuzugehen. Sami wiederum trifft sich ein letztes Mal mit Bilal. Als sie sich voneinander verabschieden, gibt Sami seinem Freund ein Flugticket nach Paris. Bilal könne jederzeit bei ihm vorbeikommen. Auf Rat ihrer Kollegin Rachel geht Cécile, die mit dem untreuen Nathan eine immer schlechtere Ehe führt, schließlich doch auf Antoines Annäherungsversuche ein. Im Gegensatz zu Antoine will sie sich jedoch nur auf eine kurze Affäre einlassen. Nathan begegnet derweil Aïcha und bietet ihr an, ihre kranke Mutter zu untersuchen. Aïcha, eine gläubige Muslimin, zögert zunächst, sich mit Nathan zu unterhalten, steigt dann jedoch in sein Auto ein und fährt mit ihm an der Küste entlang. Sie lässt sich zudem darauf ein, mit ihm zu flirten.
Bei einem plötzlichen Erdrutsch auf der Baustelle wird Antoine schwer verletzt und liegt anschließend im Koma. Cécile besucht sein Krankenbett fortan regelmäßig und entschließt sich, Nathan zu verlassen. Dieser wiederum nimmt eine neue Stelle in Casablanca an. Viele Monate später, als Cécile Antoine erneut im Krankenhaus besucht und das Foto verbrennt, das sie unter ihrem Bett gefunden hat, wacht Antoine aus dem Koma auf und beide fassen sich an den Händen.

## Hintergrund
Die Dreharbeiten fanden von Ende April bis Juli 2004 an Originalschauplätzen in Marokko statt, unter anderem auf dem Flughafen Tanger-Boukhalef in Tanger. Für die Hauptdarsteller Gérard Depardieu und Catherine Deneuve war es der siebte gemeinsame Film. Bereits in François Truffauts Filmdrama Die letzte Metro (1980) hatten sie ein Liebespaar gespielt.
Changing Times feierte am 8. Dezember 2004 in Frankreich seine Premiere auf dem L’Industrie du Rêve Film Festival. Am 12. Februar 2005 wurde der Film auf der Berlinale erstmals in Deutschland gezeigt und nahm dabei am Wettbewerb um den Goldenen Bären teil. In den deutschen Kinos wurde das Filmdrama nicht gezeigt. Am 4. September 2007 wurde es auf DVD veröffentlicht und gut ein Jahr später am 21. Oktober 2008 im deutschen Fernsehen ausgestrahlt. 2009 wurde der Film auch unter dem Alternativtitel Life Is Changing auf DVD herausgebracht.

## Kritiken
Dem Lexikon des internationalen Films zufolge konzentriere sich der Film nicht nur „auf das innere Drama seiner Protagonisten“. Er baue „mit dem Krieg im Irak und dem Elend afrikanischer Exilanten vor den Toren Europas aktuelle Nebenhandlungen“ in seine Geschichte ein, „die den Konflikt unterminieren“. Cinema meinte, dass der „redselige, unglücklich synchronisierte Film […] mit Problemen so überfrachtet“ werde, „dass man schnell das Interesse verliert“.
Prisma hingegen befand, dass „[k]leine Bewegungen, Blicke und besonders die Schauspielkunst des großartigen französischen Schauspielerduos Deneuve/Depardieu in ihrem siebten gemeinsamen Spielfilm genügen, um ausdrucksstark und auf bewegende Weise von unentschlossener Liebe und verborgenen Gefühlen zu erzählen“.

## Auszeichnungen
Changing Times lief 2005 im Wettbewerb um den Goldenen Bären bei den 55. Internationalen Filmfestspielen von Berlin. Malik Zidi wurde für den César in der Kategorie Bester Nachwuchsdarsteller nominiert, unterlag jedoch Gaspard Ulliel in Mathilde – Eine große Liebe. Des Weiteren erhielt Téchinés Film 2006 drei Nominierungen für den Satellite Award in den Kategorien Bester fremdsprachiger Film, Beste DVD und Bestes Originaldrehbuch.